# Nachforschungsauftrag
Der Nachforschungsauftrag ist ein Auftrag, den man seiner Bank im Zusammenhang mit Überweisungen oder der Post im Zusammenhang mit Paketen oder Einschreiben erteilen kann.
Dieser wird notwendig, wenn der ursprüngliche Auftrag den Empfänger nicht erreichte.
Dies kann die unterschiedlichsten Gründe haben. In der Regel wurden aber Empfängerdaten falsch angegeben oder übermittelt.
Erfolgte eine Überweisung zu Gunsten einer fehlerhaften Kontoverbindung und die Empfängerbank kann den Betrag keinem Girokonto oder Kontoinhaber zuordnen, so ist die Empfängerbank zur Rücküberweisung verpflichtet.
Ein Nachforschungsauftrag braucht in diesem Fall nicht erteilt zu werden.

## Ablauf
Einen Nachforschungsauftrag erteilt man direkt bei seiner Bank bzw. der Post. Dies ist nur als Auftraggeber möglich.
In den Banken werden die Aufträge in der Regel durch die Zahlungsverkehrsabteilungen bearbeitet. Diese senden dann eine entsprechende Nachfrage an die Empfängerbank, welche der anfragenden Bank eine Antwort erteilt.

## Preise

### Banken
Unstrittig ist, dass die Bank keine Bankgebühren für Nachforschungsaufträge berechnen darf, wenn der Fehler bei der Bank oder der Empfängerbank liegt. Inwieweit die Bank Entgelte berechnen darf, wenn der Kunde für die fehlerhafte Überweisung selbst verantwortlich ist (zum Beispiel durch unleserlich geschriebene Belege oder fehlerhafte Angaben) ist strittig. Eine pauschale Gebühr für die Bearbeitung von Nachforschungsaufträgen ist nach einem erstinstanzlichen Urteil des LG Frankfurt/Main vom 24. Juni 1999, (Az. 2/2 O 46/99) unzulässig, selbst wenn der Fehler beim Kunden lag. In der Praxis werden häufig Entgelte für die Nachforschung in Rechnung gestellt, sofern kein Bankfehler vorliegt. Fachlich beruft sich die Bank auf das Verursacherprinzip.

### Post
Bei der Deutschen Post ist das Stellen eines Nachforschungsantrags für Postsendungen kostenlos. Ob diesem Antrag jedoch stattgegeben wird, entscheidet das Unternehmen.